# 米什科尔茨大学
米什科尔茨大学 (匈牙利语：Miskolci Egyetem; 英语: University of Miskolc) 位于米什科尔茨市，校园是一个独立的大学城。根据1735年维也纳宫廷的一条法令，采矿和冶金学校在今班斯卡-比斯特里察宣告成立，这所学校是世界上最早的科技类大学，即米什科尔茨大学的前身。1949年，经过了多次迁徙和结构变更之后，大学最终落户米什科尔茨，并更名为“重工业大学”。1990年改成了现在的名字，米什科尔茨大学。

## 院系设置
- 地球科学和工程学院
- 材料科学和工程学院
- 机械工程和信息学院
- 法学院
- 经济学院
- 艺术学院
- 巴托克·贝拉音乐学院
- 卫生保健学院